# Покшаушка
Покша́ушка (Токшаушка, чув. Покшавӑш) — река в России, протекает в Моргаушском, Чебоксарском муниципальных округах Чувашии. Правый приток реки Унги.

## География
Река Токшаушка берёт начало около деревни Калайкасы Моргаушского района (по другим данным — у деревни Иштереки Моргаушского района). Течёт на юг по открытой местности. Устье реки находится у деревни Тимой Чебоксарского района в 46 км по правому берегу реки Унги. 

Длина реки составляет 17 км (по другим данным — 18,5 км), площадь водосборного бассейна — 78 км² (по другим данным —13,9 км²). Питание смешанное, преимущественно снеговое. Имеет 6 притоков.

На берегах Покшаушки расположены населённые пункты: село Анат-Киняры, деревни Мутикасы, Синьял-Чурачики, Тимой, Тимой Мамыши, Хора-Сирма Чебоксарского района.

## Данные водного реестра
По данным государственного водного реестра России относится к Верхневолжскому бассейновому округу, водохозяйственный участок реки — Цивиль от истока и до устья, речной подбассейн реки — Волга от впадения Оки до Куйбышевского водохранилища (без бассейна Суры). Речной бассейн реки — (Верхняя) Волга до Куйбышевского водохранилища (без бассейна Оки).
Код объекта в государственном водном реестре — 08010400412112100000216.